# Gáldar
Gáldar er en by og kommune i det sydvestlige Spanien på øen Gran Canaria i provinsen Las Palmas, De Kanariske Øer. Den har et indbyggertal på 24.811 (2024) indbyggere.